# Ukraiński Instytut Czarnomorski
Ukraiński Instytut Czarnomorski (ukr. Український Чорноморський інститут) – emigracyjny ukraiński ośrodek naukowo-badawczy podczas II wojny światowej i w pierwszych latach powojennych
Instytut został utworzony na początku 1940 roku w okupowanej Warszawie z inicjatywy przedstawicieli emigracji ukraińskiej w Polsce. W skład jego kierownictwa weszli prof. Iwan Szowheniw, Mychajło Miller, Jurij Łypa i Lew Bykowskyj. Do zadań ośrodka należało prowadzenie badań naukowych z zakresu spraw politycznych i ekonomicznych, jakie mogą pojawić się po odzyskaniu przez Ukrainę niepodległości. Planowano wtedy przenieść Instytut do Odessy. W tym celu w 1942 roku wyjechał do niej J. Łypa, ale podróż zakończyła się niepowodzeniem. Motywem przewodnim było geostrategiczne znaczenie obszaru Morza Czarnego dla państwowości ukraińskiej. W okresie warszawskim pod egidą Instytutu zostało opublikowanych ponad 40 prac naukowych. Jego działalność została przerwana w połowie 1944 r. Wznowiono ją krótko po zakończeniu wojny w zachodnich Niemczech. Trwała ona do 1948 roku. Ogółem Instytut wydał około 70 publikacji naukowych.